# کاپرایش
کاپرایش (به آلمانی: Kaperich) یک شهر در آلمان است که در فولکانایفل واقع شده‌است. کاپرایش ۱۷۸ نفر جمعیت دارد.